# N10 (Ghana)
De N10 of National Road 10 is een nationale weg in Ghana die een noord-zuidverbinding in het midden van het land vormt. De weg is ongeveer 610 kilometer lang en loopt door de regio's Ashanti, Brong-Ahafo, Northern en Upper East.
De N10 begint in Kumasi, de tweede stad van Ghana. Hier sluit de weg aan op de sluit de weg aan op de N4 naar Koforidua, de N6 naar Accra en de N8 naar Cape Coast. Daarna loopt de weg naar het noorden door de stad Techiman. Na deze stad komt de N7 vanuit Sawla samen met de N10, waarna de stad Tamale wordt bereikt. In Tamale takt de N9 naar Yendi af. Na Tamale loopt de N10 verder naar het uiterste noorden van Ghana. In dat gebied takken bij de stad Bolgatanga de N11 naar Bakwu en in Navrongo de N13 naar Léo in Burkina Faso af. Uiteindelijk gaat de weg bij Paga de grens met Burkina Faso over. In dat land loopt de weg als N5 verder naar Ouagadougou.